# 海氏草䲁
海氏草䲁（學名：Clinus helenae），為輻鰭魚綱䲁形目胎䲁科草䲁屬的一個種，分布於東南大西洋南非博克內斯至巴希河海域，本魚身體略扁，頭部相對較小，鼻子呈楔形，輪廓角鈍，體淺黃灰色，有7條深色橫紋，深色斑點與白色斑點在身體與頭部上，背鰭硬棘34-37枚、背鰭軟條5-7枚、臀鰭硬棘2枚、臀鰭軟條22-25枚，體長可達10公分，棲息在潮間帶潮池，雌魚產附著性卵，雄魚會守護卵，幼魚為浮游性，生活習性不明。